# 蒂姆·布約克斯特羅姆
蒂姆·布約克斯特羅姆（瑞典語：Tim Björkström；1991年1月8日—）是一位瑞典足球運動員。在場上的位置是後衛。他現在效力於瑞典足球超級聯賽球隊佐加頓斯體育會足球隊。他也代表瑞典各級國青隊參賽。